# 大秦家街道
大秦家街道，是中华人民共和国山東省烟台市招远市下辖的一个乡镇级行政单位。

## 行政区划
大秦家街道下辖以下地区：
大秦家村、梧桐夼村、苇都梁家村、苇都高家村、苇都万家村、苇都解家村、小于家村、小秦家村、老秦家村、黑顶于家村、陈家窑村、青杨堡村、滕家沟村、榛家沟村、闫家沟村、堡子村、小杨家村、原家村、小转山堡村、大转山堡村、苏格庄村、兴旺庄村、杜家沟村、祁格庄村、小李家村、侯家村、山子后村、水口村、庞家村、朱范村、沙埠村、孙家村、楼里头村、卧虎庄村、桥石头村、东王家庄村、苇都洼子村和东于家村。

## 人口
2010年中国第六次人口普查时，大秦家街道共有人口28538人。共有家庭9780户，平均每户2.61人。14岁以下的少年儿童共3197人，占总人口11.20%；15-64岁人口共21566人，占总人口75.56%；65岁及以上的老年人共3775人，占总人口的13.22%。男性共计14953人，占总人口52.39%；女性共计13585，占总人口47.60%。本地居住的人口中，拥有本地户籍的人口为24437人，占85.62%。